# 関西女子短期大学
関西女子短期大学（かんさいじょしたんきだいがく、英語: Kansai Women's College）は、大阪府柏原市旭ヶ丘3-11-1に本部を置く日本の私立大学。1942年創立、1965年大学設置。大学の略称は関女（かんじょ）。

## 概観

### 大学全体
- 大阪府柏原市にある日本の私立短期大学で、設置主体は学校法人玉手山学園。
- 1965年に玉手山女子短期大学として開学[注 1]。以後、一部学科の新設。廃止を経て現在は4学科体制となっている。敷地内には大学・高校・幼稚園を有し「玉手山学園」と称する。玉手山学園は2012年に学園創立70周年を迎えた。また、2015年には、短大・幼稚園創立50周年を迎えた。

### 建学の精神
- 「感恩」

人は　さまざまな恩恵のもとで　生かされている　　　　　　　　　　　　　　　　　　　　　　　　　　　　　　　　　　　　　　　　　　　　　　この真理に目覚め　感動 感謝から生まれる　豊かな心と情熱をもって　　　　　　　　　　　　　　　　　　　　　　　　　　　　　　　　　　　人の幸せを願い　行動するとき　私たちは成長し社会に貢献できる　　　　　　　　　　　　　　　　　　　　　　　　　　　　　　　　　　　　　～「ありがとう」に出会い　気づき　感動 感謝の行動から　新しい「ありがとう」が 生まれる～

### 関西女子短期大学の使命
- 関西女子短期大学の使命は、建学の精神「感恩」を教育の基盤として、高い倫理観を持って人のために働きたいという情熱と、基本に則った知識と技能、さらにはそれらに裏打ちされた主体的行動能力と問題解決能力を持って、社会に貢献し得る専門的職業人を育成することである。

### 教育および研究
- 関西女子短期大学の保育学科は、保育者の養成においては実績がある。多胎児子育て支援や保育園での子育て支援、不登園児童支援といった社会的活動に力をいれている。短期大学附属幼稚園での「教育実習」も取り入れられている。養護保健学科は、開学当初からの伝統ある学科で、大阪府下の短大では唯一のものとなっている。歯科衛生学科は、旧来の保健科歯科衛生士コースを含め45年以上の歴史をもつ。

### 学風および特色
- 関西女子短期大学は、後に新設された関西福祉科学大学と同じキャンパスにある関係上、両者との交流が深い。学術面においては、2012年度に財団法人短期大学基準協会による第三者評価の結果、適格と認定される。

## 沿革
- 1942年
  - 玉手山女学校が開校。
- 1947年
  - 玉手山女子専門学校が開校（1951年廃校）。
- 1951年
  - 3月8日 学校法人が成立する[3]。
- 1965年
  - 1月25日 左記を以て文部省[注 2]より短期大学の設置が認可される[4]。
  - 4月1日 玉手山女子短期大学（たまてやまじょしたんきだいがく）が以下の学科体制にて開学[5]。
    - 保育科 入学定員40名[注釈 1]
    - 家政科 入学定員40名[注釈 1]

  - 5月1日 学生数[7]/定員
    - 保育科 18[注釈 2]/40
    - 家政科 18[注釈 2]/40
- 1966年
  - 5月1日 学生数[8]/定員
    - 保育科 88[注釈 2]/80
    - 家政科 75[注釈 2]/80

  - 9月30日 関西女子短期大学（かんさいじょしたんきだいがく）と改称[9]。
- 1967年
  - 4月1日 以下の学科を増設する[注 3]。
    - 保健科 入学定員50名[注 4]

  - 5月1日 学生数[14]/定員
    - 保育科 130[注釈 2]/80
    - 家政科 103[注釈 2]/80
    - 保健科 101[注釈 2]/50
- 1968年
  - 5月1日 学生数[15]/定員
    - 保育科 111[注釈 2]/80
    - 家政科 77[注釈 2]/80
    - 保健科 272[注釈 2]/100
- 1970年
  - 5月1日 学生数[16]/定員
    - 保育科 100[注釈 2]/80
    - 家政科 21[注釈 2]/80
    - 保健科 306[注釈 2]/100
- 1971年
  - 5月1日 学生数[17]/定員
    - 保育科 104[注釈 2]/80
    - 家政科 -[注釈 3]/？
    - 保健科 331[注釈 2]/100
- 1972年
  - 5月1日 学生数[18]/定員
    - 保育科 110[注釈 2]/80
    - 家政科 -[注釈 3]/？
    - 保健科 370[注釈 2]/100
- 1973年
  - 5月1日 学生数[19]/定員
    - 保育科 119[注釈 2]/80
    - 家政科 -[注釈 3]/？
    - 保健科 386[注釈 2]/100
- 1974年
  - 3月31日 以下の学科については、左記をもって正式に廃止となる[20]。
    - 家政科
- 1975年
  - 4月1日 保健科の入学定員を50→100に増員[注 5]。
  - 5月1日 学生数[24]/定員
    - 保育科 208[注釈 2]/80
    - 保健科 431[注釈 2]/150
- 1976年
  - 4月1日 以下、増員あり[注 6]。
    - 保育科 40→100
    - 保健科 100→200

  - 5月1日 学生数[27]/定員
    - 保育科 251[注釈 2]/140
    - 保健科 535[注釈 2]/300
- 1977年
  - 5月1日 学生数[28]/定員
    - 保育科 309[注釈 2]/200
    - 保健科 595[注釈 2]/400
- 1982年
  - 4月1日 以下、定員増あり[注 7]。
    - 保育科 100→150
    - 保健科 200→300

  - 5月1日 学生数[33]/定員
    - 保育科 368[注釈 2]/250
    - 保健科 773[注釈 2]/500
- 1983年
  - 5月1日 学生数[34]/定員
    - 保育科 352[注釈 2]/300
    - 保健科 755[注釈 2]/600
- 1985年
  - 5月1日 学生数[35]/定員
    - 保育科 327[注釈 2]/300
    - 保健科 756[注釈 2]/600
- 1986年
  - 5月1日 学生数[36]/定員
    - 保育科 347[注釈 2]/300
    - 保健科 766[注釈 2]/600
- 1987年
  - 5月1日 学生数[37]/定員
    - 保育科 371[注釈 2]/300
    - 保健科 733[注釈 2]/600
- 1992年
  - 5月1日 学生数[注 8]/定員
    - 保育科 517[注釈 2]/300
    - 保健科 861[注釈 2]/600
- 1999年
  - 5月1日 学生数[40]/定員
    - 保育科 339[注釈 2]/300
    - 保健科 778[注釈 2]/600
- 2001年
  - 4月1日 以下の学科を増設する[注 9]。
    - 福祉栄養学科 入学定員50名[注 10]
- 2002年
  - 4月1日 以下の学科については、この年度で学生募集を最終とする[注 11]。
    - 福祉栄養学科[注 12]
- 2003年
  - 4月1日 以下、入学定員減あり[注 13]。
    - 保育科 130→110
    - 保健科 270→170
- 2005年
  - 4月1日 以下の学科を増設する[注 14]。
    - 歯科衛生学科[注 15]入学定員100名[注 16]
- 2006年
  - 4月1日 保育科の入学定員を110→130に増員[注 17]。
- 2011年
  - 4月1日
    - 以下の学科を増設する[注 18]。
      - 医療秘書学科[注 19] 入学定員60名[注 20]

    - 専攻科の設置が認められ、以下の課程を設ける[注 21]。
      - 医療秘書学専攻 入学定員10名
- 2014年
  - 1月 平成26年度大学入試センター試験参加短期大学の1校となる[57]。
  - 4月1日 一部の学科に改称あり[注 22]。
    - 保育科→保育学科
    - 保健科→養護保健学科
- 2015年
  - 1月 平成27年度大学入試センター試験参加短期大学の1校となる[60]。
- 2016年
  - 1月 平成28年度大学入試センター試験参加短期大学の1校となる[61]。
  - 4月1日 以下、入学定員に変更あり[注 23]。
    - 保育学科 100→120
    - 医療秘書学科 60→40
- 2023年
  - 4月1日 専攻科に以下の課程を置く[64]。
    - 口腔保健学専攻 入学定員5名

## 基礎データ

### 所在地
- 大阪府柏原市旭ヶ丘3-11-1

### 象徴
- ホームページほか右記資料も参照のこと[注 24]

### 交通アクセス
- 最寄り駅：近鉄大阪線河内国分駅下車徒歩約12分または大阪教育大前駅下車徒歩約10分。
  - JR大和路線高井田駅より徒歩約20分
- 通学バス：近鉄南大阪線古市駅・JR大和路線高井田駅からスクールバス運行。

## 教育および研究

### 組織

#### 学科
- 保育学科 入学定員120名[64]
- 養護保健学科 入学定員40名[64]
- 歯科衛生学科 入学定員40名[64]
- 医療秘書学科 入学定員40名[64]
  - 介護福祉コースは2015年度の入学生まで。

##### 過去にあった学科
- 家政科 入学定員40名[注 25]
- 福祉栄養学科 入学定員50名[注 26]

#### 専攻科
- 口腔保健学専攻 入学定員5名[64]
- 医療秘書学専攻 入学定員10名[55]

##### 取得資格について
資格
- 保育士：保育学科
- 医療秘書士認定証：医療秘書学科　医療秘書コース
- 介護福祉士：医療秘書学科　介護福祉コース
  - かつての福祉栄養学科には、栄養士資格が取得できる課程となっていた。

受験資格
- 歯科衛生士：歯科衛生学科

教職課程
- 幼稚園教諭二種免許状:保育学科
- 中学校教諭二種免許状
  - 保健：養護保健学科にて設置されていた[注 27]。
  - 家庭：過去にあった家政科にて設置されていた[注 28]。
- 養護教諭二種免許状：養護保健学科にて設置されている。この教職課程を履修している学生は多いものとなっている。

## 学内施設

### 短大3号館
- 46台の電子ピアノ（グラビノーバ）が設置されたML教室や、音楽室、工作室、各種イベントにも使われる学生ホールなどがある学舎。

### 短大4号館
- 1階の保育実習室には、保育演習のための設備が整っている。また、2～4階には情報処理演習室（2室）、ピアノ練習室（30室）、小体育館などがある。

### 短大5号館
- 応対実習室、秘書実習室、保健実習室、衛生実習室など、医療秘書学科と養護保健学科の実習で使用する設備がある。

### 短大7号館
- 歯科基礎実習室や歯科臨床実習室、マネキン実習室、衛生実習室、看護臨床実習室など、最新機器を備えた充実した実習施設がある。

### 学園総合体育館“Do夢”
- 学園総合体育館。ジムやダンス室も備わっており、授業やクラブ活動など、さまざまな場面で活用されている。

### 学園本館
- 関西女子短期大学の母体である、学校法人玉手山学園の本館。1階には食堂（Tamacafe）があり、ランチ・カフェなど学生が多く利用している。また、4階には短大図書館があり、授業や実習でも活用できる本の貸し出しを行っている。

### 学園2号館
- 2020年5月に竣工した、授業でも使用する学園2号館。2階にはカフェ（コモンズカフェ）が併設されており、憩いの場になっている。ラーニングコモンズも併設されており、授業の合間や放課後に学修できる空間が整ってる。

### 記念講堂
- 入学式や卒業式など、さまざまな行事が執り行われる記念講堂。学園全体で利用されている。

## 学生食堂・カフェ・コンビニエンスストア
- 敷地内には、学生食堂、カフェ、コンビニエンスストアがある。

### コモンズカフェ
- 2020年に完成した学園2号館2階にあるカフェ。軽食、デザート、飲み物等のメニューがある。

### Tama Cafe
- 学園本館1階にある学生食堂。大学・短大生のほか、附属の関西福祉科学大学高等学校の生徒も利用する。ここでは食堂メニューのほかに、お弁当やおにぎり、パン、サンドイッチなど手軽に持ち運べるものも販売されている。高校生も利用するとあって、学園内に2つある食堂・カフェのうち最もボリュームがある。

日替定食（和食・洋食）各430円　からあげ定食450円　チキン南蛮定食450円　とんかつ定食450円　ラーメン定食450円　カレー310円　カツカレー400円　かけうどん・そば190円　月見うどん・そば（実際は玉子とじうどん・そば）240円　きつねうどん・そば220円　等

### コンビニエンスストア（丸善キャンパスショップ）
- 大学本館1階で営業している。食品、文房具、書籍等が揃う。文房具や書籍は10％OFFで購入することができる。ポイントカードがあり、100円で1ポイント押印され、40ポイントたまると200円の金券として使用することができる。また、給湯器が備え付けてあるので、カップめん等を購入して食する学生も多い。

## 学生生活

### クラブ・サークル・同好会
関西女子短期大学所属団体
- ハンドボール部（関西福祉科学大学と共通）
- バレーボール部（関西福祉科学大学と共通）
- ダンス部
- 社会福祉クラブ
- 茶道部
- コーラス部
- 和太鼓クラブ「鼓魂」
- 硬筆部
- お話サークルしゃぼん玉

関西福祉科学大学所属団体
- 併設している関西福祉科学大学の団体に所属することも可能。2022年1月現在、クラブ 12団体、サークル 15団体、同好会3団体

クラブ
- 合気道部（全日本学生選手権での優勝経験有り）
- イラスト部 PiA
- 硬式テニス部
- サッカー部
- 手話部 おれんじの木
- 吹奏楽部
- 軟式野球部
- バスケットボール部 KWS
- バドミントン部
- バレーボール部
- ハンドボール部
- 卓球部

サークル
- 演劇サークル MoMo
- 赤十字奉仕団
- 軽音サークル
- ソフトテニスサークル
- ダブルダッチサークル BE!POP
- ダンスサークル BBC
- ダンスパフォーマンスサークル Link
- バスケットボールサークル さくら
- フットサルサークル チキンず
- ボランティアサークル マナ
- ボランティアサークル リンク
- ボランティアコミュニティ Wa!
- バドミントンサークル
- アルティメットサークル 円-madoka-
- 沖縄県人会

同好会
- 陸上同好会
- 感恩同好会
- 虹

### 学園祭
- 関西女子短期大学の学園祭は毎年、概ね10月～11月に行われている。

### 系列校
- 関西福祉科学大学
- 関西福祉科学大学高等学校

## 社会との関わり
- 地域支援交流センターにて、以下の活動が行なわれている。
  - 子育て支援
  - 専門的支援：口腔衛生指導や介護に関する支援活動がある。
  - 生活支援：保育科主催の「定期演奏会」や近隣住民対象の合唱講座などが実施されている。
  - リカレント教育

## 卒業後の進路について

### 編入学・進学実績
- 全学科含めて、関西福祉科学大学ほか大阪樟蔭女子大学・鹿児島国際大学・甲子園大学・神戸親和女子大学・種智院大学・ 帝塚山学院大学・徳島文理大学・梅花女子大学・桃山学院大学・立命館大学などへの編入学実績がある（2013年3月までの卒業生実績より抜粋）。

## 附属学校
- 関西女子短期大学附属幼稚園